# Patrick Moraz
Patrick Philippe Moraz (ur. 24 czerwca 1948 w Villars-Ste-Croix w Szwajcarii) – szwajcarski muzyk rockowy i jazzowy, kompozytor, grający na instrumentach klawiszowych. Współpracownik wielu zespołów, m.in. Mainhorse, Refugee, Yes i The Moody Blues.

## Dyskografia solowa
- 1976 – Story of I
- 1977 – Out in the Sun
- 1978 – Patrick Moraz III
- 1979 – Future Memories Live on TV
- 1980 – Coexistence
- 1984 – Timecode
- 1984 – Future Memories II
- 1985 – Future Memories I & II
- 1987 – Human Interface
- 1989 – Libertate (re-issue of Coexistence)
- 1994 – Windows of Time
- 1995 – PM in Princeton
- 2000 – Resonance
- 2003 – ESP
- 2009 - Change of Space